# 黒金泰義
黒金 泰義（くろがね やすよし、1867年8月12日（慶応3年7月13日）- 1941年（昭和16年）3月24日）は、日本の内務官僚、政治家。憲政会系官選県知事、衆議院議員、函館区長。

## 経歴
米沢藩士・黒金泰乗の長男として生まれる。第一高等学校を経て、1896年、東京帝国大学法科大学法律学科（英法）を卒業。内務省に入り警視庁属となる。1897年12月、文官高等試験行政科試験に合格。
以後、警視庁警部・第二部第二課長、警視・小石川警察署長、京橋警察署・本所警察署・深川警察署・神田警察署・品川警察署の各署長、山口県警部長、栃木県警部長、警視庁第二部長などを歴任。1907年1月、北海道庁に転じ、事務官・第五部長、拓殖部長、庶務部長などを歴任。
1912年12月、群馬県知事に就任するが、五ヵ月後の1913年6月に休職となる。1914年4月、第2次大隈内閣が成立し大分県知事として復帰。 佐賀関製錬所について、鉱毒問題で地元の強い反対運動があったが、その設置を決定した。1915年8月、山口県知事に転じた。県内の道路整備、警察官増員などを推進した。1917年1月、寺内内閣により休職となる。同年3月13日、依願免本官となり退官。1919年9月、函館区長に就任した。
1920年5月、第14回衆議院議員総選挙で山形県第2区に憲政会公認で出馬して当選し、そのため同年6月に函館区長を辞職した。1924年5月、第15回総選挙では落選。1925年9月、内閣拓殖局長に就任し、1927年5月まで在任し退官した。1928年2月、第16回総選挙で山形県第1区に立憲民政党公認で出馬し当選。第17回総選挙でも当選し、衆議院議員を通算3期務めた。1932年2月の第18回総選挙で落選し引退した。
衆議院議員としては、濱口内閣の鉄道政務次官、憲政会政務調査会長、立憲民政党総務などを歴任した。
1941年3月24日、73歳で死亡。

## 栄典
- 1912年（大正元年）12月18日 - 勲四等瑞宝章[8]

## 親族
- 子息 黒金泰美（大蔵官僚・衆議院議員、内閣官房長官）